# 산타주스타
산타주스타(Santa Giusta, it; 사르데냐어: Santa Justa)는 사르데냐 이탈리아의 오리스타노도에 위치한 코무네이다. 칼리아리 북서쪽으로 약 90 킬로미터 (56 마일), 오리스타노 남동쪽으로 약 3 km (2 mi) 떨어진 캄피다노 지역에 있다.

## 역사
페니키아의 항구 도시인 오토카의 유적은 작은 지협에 의해 지중해에서 분리된 호수 바닥에 있는 것으로 여겨지며, 현대 산타주스타는 일부 고대 유적지를 차지하고 있다. 이전 발굴에서는 50개의 암포라와 이탈리아에서 발견된 최초의 페니키아 기원 널방무덤이 발견되었다. 칼리아리 대학교의 카를로 델 바이스가 이끄는 고고학자들은 두꺼운 진흙 층으로 덮인 목재 플랫폼 위에 100개의 암포라가 있는 것으로 보이는 호수 일부를 발굴할 계획이다.

## 주요 볼거리
- 산타주스타 대성당, 옛 대성당이자 현재는 소성당이며, 중요한 로마네스크 건축 양식의 교회